# Nofit
Nofit (hebr.: נופית) – osada położona w Samorządzie Regionu Zewulun, w dystrykcie Hajfa, w Izraelu.

## Położenie
Osada leży w Dolinie Zewulon w Dolnej Galilei na wschód od miasta Hajfy.

## Historia
Wioska została założona w 1987 roku. Nazwa osady pochodzi od hebrajskiego słowa 'nof' które oznacza widok.